# Raising Helen
Raising Helen (titulada Educando a Helen en Hispanoamérica y Mamá a la fuerza en España) es una película de comedia de 2004 dirigida por Garry Marshall con guion de Jack Amiel y Michael Begler. Presenta en el reparto a Kate Hudson, Joan Cusack, Hayden Panettiere, John Corbett, Helen Mirren, Abigail Breslin, y su hermano Spencer.
La película cosechó numerosas críticas desfavorables, a pesar de lo cual Kate Hudson fue nominada por su interpretación para los Teen Choice Award de 2004.

## Argumento
Helen Harris (Hudson) es una mujer con una exitosa carrera en una de las agencia de modelos más importantes de Manhattan, donde vive de forma acomodada y sin compromisos, con una intensa vida social. Sin embargo, ante la muerte de su hermana debe hacerse cargo del cuidado de sus tres sobrinos: Audrey, de quince años; Henry, de diez, y Sarah, de cinco. Convencida de que puede cuidar de los niños a la vez que mantiene su vida anterior, compatibiliza ambos estilos de vida. Una vez se da cuenta de que el equilibrio es imposible, debe elegir entre ambas responsabilidades, ayudada por su hermana mayor y el pastor luterano y director del colegio de los niños, Dan Parker (Corbett), hacia el que siente una profunda atracción.

## Reparto
- Kate Hudson - Helen Harris
- Hayden Panettiere	- Audrey Davis
- Spencer Breslin - Henry Davis
- Abigail Breslin - Sarah Davis
- Joan Cusack - Jenny Portman
- John Corbett - Pastor Dan Parker
- Helen Mirren - Dominique
- Felicity Huffman -  Lindsay Davis
- Sean O'Bryan - Paul Davis
- Amber Valletta - Martina Allegretta
- Sakina Jaffrey - Nilma Prasad
- Katie Carr - Caitlin
- Sofia Loren - Cameo
- Paris Hilton - Cameo